# James McAvoy
James Andrew McAvoy (1979. április 21. –) Golden Globe-díjra jelölt BAFTA-díjas skót színész.
2003-ig főként televíziós szereplései voltak, közéjük tartozik az Államérdek és a Frank Herbert: A Dűne gyermekei című sorozat. 2002-ben a Bollywood királynő, 2004-ben a Lélekben táncolok főszereplője volt. Ezt követte Mr. Tumnus megformálása Az oroszlán, a boszorkány és a ruhásszekrény című filmben. Alakítása Az utolsó skót király című 2006-os filmdrámában egyebek mellett egy BAFTA-jelölést hozott számára, 2006-ban a Rising Star Awardot neki ítélték oda. A 2007-es Vágy és vezekléssel egy Golden Globe- és egy második BAFTA-jelölést szerzett. A Wanted (2008) című akciófilmben szintén főszerepet alakított.
2011-től Charles Xavier professzort keltette életre több X-Men, vagy ahhoz kapcsolódó Marvel Comics-filmben: X-Men: Az elsők (2011), X-Men: Az eljövendő múlt napjai (2014), X-Men: Apokalipszis (2016), Deadpool 2. (2018) és X-Men: Sötét Főnix (2019). 2013-ban a Mocsok, 2016-ban M. Night Shyamalan Széttörve című filmjében játszott. Utóbbinak a 2019-es Üveg című folytatásában is szereplést vállalt.
2019-től Az Úr sötét anyagai fantasysorozatban ő alakítja Lord Asriel Belacquát.

## Fiatalkora
Scotstounban, Glasgow-ban született Elizabeth Johnstone szülésznő és James McAvoy építőmunkás fiaként. Testvére Joy MacAvoy énekesnő. Szülei elváltak, mikor hétéves volt, ezt követően anyai nagyszüleivel, Mary és James Johnstone-nal élt.
Egy katolikus iskolába, az Aquinói Szent Tamás Középiskolába járt Jordanhillben, és fontolóra vette a papi hivatást. Több, mint hat éven át a Pace Youth Theatre tagja volt, ahol Mhari Gilbert tanította, és 2000-ben végezte el a Skót Királyi Zene- és Drámaakadémiát. Egy időben Londonban bérelt lakást Jesse Spencerrel. Felesége Anne-Marie Duff színésznő volt, akivel a Shameless című sorozatban szerepelt. 2016-ban elváltak. Szabadidejében szereti a sci-fit, és a Celtic futballklub szurkolója.

## Pályafutása
Első szerepe David Hayman A szomszéd szoba című filmjében volt 1995-ben, amit A fronton túl követett két évvel később. Nemzetközi ismertségre először a Steven Spielberg és Tom Hanks produceri közreműködésével készült Az elit alakulat című minisorozat egyik szerepével tett szert.
2003-ban tűzte műsorára a Sci Fi Channel a Frank Herbert könyvei alapján készült A dűne gyermekei-t, s ugyanebben az évben feltűnt Phil Abbott State of Play című elismert thriller-sorozatában. 2004 és 2005 között futott a szintén Abbott tollából született Shameless, amiért McAvoyt British Comedy Awardra jelölték a "legjobb tévés újonc" kategóriában.
2005-ben Bent alakította a Royal Court Theatre Breathing Corpses című produkciójában, illetve ekkor szerzett nevet szélesebb körben is a Narnia krónikái egy kötetének elsöprő sikerű filmváltozatában Mr. Tumnus, a faun szerepében. 2006-ban Forest Whitaker oldalán szerepelt Giles Folden regényének adaptációjában, Az utolsó skót királyban. Főszereplője volt továbbá A nagy kvízválasztónak, amely David Nicholls könyvéből készült.
McAvoy elnyerte a Mary Selway/Orange Rising Star Awardot a 2006-os BAFTA-díjátadón, ahol egy évvel később Az utolsó skót királyért is jelölték a férfi mellékszereplő kategóriában. 2007-ben legjelentősebb munkája a Vágy és vezeklés volt, Ian McEwan 2001-es, azonos című művének széles körben dicsért filmváltozata. McAvoyt szerepformálásáért Golden Globe-díjra és BAFTA-ra jelölték.
Merőben más oldalát mutatta meg a 2008 nyarán mozikba került, Mark Millar képregényein alapuló Wanted című akciófilmben, melyben partnerei Angelina Jolie és Morgan Freeman voltak. Három évvel később újabb képregény-adaptáció főszerepét játszhatja el az X-Men: Az elsők-ben.

## Filmográfia

### Film
| Év   | Cím                                          | Eredeti cím                                                    | Szerep                            | Magyar hang    |
| ---- | -------------------------------------------- | -------------------------------------------------------------- | --------------------------------- | -------------- |
| 1995 | A szomszéd szoba                             | The Near Room                                                  | Kevin                             |                |
| 1997 |                                              | An Angel Passes By (rövidfilm)                                 | helyi fiú                         |                |
| 1997 | A fronton túl                                | Regeneration                                                   | Anthony Balfour                   |                |
| 2001 |                                              | Swimming Pool – Der Tod feiert mit                             | Mike                              |                |
| 2003 |                                              | Bollywood Queen                                                | Jay                               |                |
| 2003 | Fiatalság, bolondság                         | Bright Young Things                                            | Simon Balcairn                    |                |
| 2004 | Wimbledon – Szerva itt, szerelem ott         | Wimbledon                                                      | Carl Colt                         | Papp Dániel    |
| 2004 | Zsinóron                                     | Strings                                                        | Hal (hangja)                      | Rába Roland    |
| 2004 | Lélekben táncolok                            | Rory O'Shea Was Here                                           | Rory O'Shea                       | Simonyi Balázs |
| 2005 | Az oroszlán, a boszorkány és a ruhásszekrény | The Chronicles of Narnia: The Lion, the Witch and the Wardrobe | Mr. Tumnus                        | Hevér Gábor    |
| 2006 | Az utolsó skót király                        | The Last King of Scotland                                      | Dr. Nicholas Garrigan             | Schmied Zoltán |
| 2006 | A nagy kvízválasztó                          | Starter for 10                                                 | Brian Jackson                     | Boros Zoltán   |
| 2006 | Édes kicsi malackám                          | Penelope                                                       | Johnny / Max                      | Miller Zoltán  |
| 2007 | Jane Austen magánélete                       | Becoming Jane                                                  | Tom Lefroy                        | Varga Gábor    |
| 2007 | Vágy és vezeklés                             | Atonement                                                      | Robbie Turner                     | Hevér Gábor    |
| 2008 | Wanted                                       | Wanted                                                         | Wesley                            | Csőre Gábor    |
| 2009 | Az utolsó állomás                            | The Last Station                                               | Valentin                          | Hevér Gábor    |
| 2010 | A cinkos                                     | The Conspirator                                                | Frederick Aiken                   | Csőre Gábor    |
| 2011 | Gnómeó és Júlia                              | Gnomeo and Juliet                                              | Gnómeó (hangja)                   | Hevér Gábor    |
| 2011 | X-Men: Az elsők                              | X: First Class                                                 | Charles Xavier professzor         | Hevér Gábor    |
| 2011 | Karácsony Arthur                             | Arthur Christmas                                               | Arthur (hangja)                   | Molnár Levente |
| 2013 | Üdv a mocsokban                              | Welcome to the Punch                                           | Max Lewinsky                      | Csőre Gábor    |
| 2013 | Transz                                       | Trance                                                         | Simon                             | Hevér Gábor    |
| 2013 | Mocsok                                       | Filth                                                          | Bruce                             | Hevér Gábor    |
| 2013 | Egy szerelem története: A férfi              | The Disappearance of Eleanor Rigby: Him                        | Conor Ludlow                      | Hevér Gábor    |
| 2013 | Egy szerelem története: A nő                 | The Disappearance of Eleanor Rigby: Her                        | Conor Ludlow                      | Hevér Gábor    |
| 2014 | Muppet-krimi: Körözés alatt                  | Muppets Most Wanted                                            | UPS-es fickó (cameo)              | Király Adrián  |
| 2014 | X-Men: Az eljövendő múlt napjai              | X-Men: Days of Future Past                                     | Charles Xavier professzor         | Hevér Gábor    |
| 2014 | Egy szerelem története: Ők                   | The Disappearance of Eleanor Rigby: Them                       | Conor Ludlow                      | Hevér Gábor    |
| 2015 | Victor Frankenstein                          | Victor Frankenstein                                            | Victor Frankenstein               | Hevér Gábor    |
| 2016 | X-Men: Apokalipszis                          | X-Men: Apocalypse                                              | Charles Xavier professzor         | Hevér Gábor    |
| 2016 | Széttörve                                    | Split                                                          | Kevin Wendell Crumb / A horda     | Hevér Gábor    |
| 2017 | Atomszőke                                    | Atomic Blonde                                                  | David Percival                    | Hevér Gábor    |
| 2017 | Merülés a szerelembe                         | Submergence                                                    | James Moore                       | Hevér Gábor    |
| 2018 | Sherlock Gnomes                              | Sherlock Gnomes                                                | Gnómeó (hangja)                   | Hevér Gábor    |
| 2018 | Deadpool 2.                                  | Deadpool 2                                                     | Charles Xavier professzor (cameo) | nem beszél     |
| 2019 | Üveg                                         | Glass                                                          | Kevin Wendell Crumb / A horda     | Hevér Gábor    |
| 2019 | X-Men: Sötét Főnix                           | X-Men: Dark Phoenix                                            | Charles Xavier professzor         | Hevér Gábor    |
| 2019 | Az – Második fejezet                         | It: Chapter 2                                                  | Bill Denbrough                    | Hevér Gábor    |
| 2021 | Az én fiam                                   | My Son                                                         | Edmond Murray                     | Hevér Gábor    |
| 2022 | A buborék                                    | The Bubble                                                     | önmaga                            | Hevér Gábor    |
| 2023 | Csodák könyve                                | The Book of Clarence                                           | Pontius Pilatus                   | Hevér Gábor    |
| 2024 | Szádra ne vedd                               | Speak No Evil                                                  | Paddy                             | Hevér Gábor    |

### Televízió
| Év        | Magyar cím                  | Eredeti cím                      | Szerep                   | Megjegyzések                             |
| --------- | --------------------------- | -------------------------------- | ------------------------ | ---------------------------------------- |
| 1997      |                             | The Bill                         | Gavin Donald             | 1 epizód                                 |
| 2001      | Az elit alakulat            | Band of Brothers                 | James W. Miller          | 1 epizód                                 |
| 2001      | Az elveszett ékkövek titka  | Lorna Doone                      | Bloxham őrmester         | tévéfilm                                 |
| 2001      | Gyilkos ösztön              | Murder in Mind                   | Martin Vosper            | 1 epizód                                 |
| 2002      |                             | White Teeth                      | Josh Malfen              | 2 epizód                                 |
| 2002      | Linley felügyelő nyomoz     | The Inspector Lynley Mysteries   | Gowan Ross               | 1 epizód                                 |
| 2002      | Foyle háborúja              | Foyle's War                      | Ray Pritchard            | 1 epizód                                 |
| 2003      | A Dűne gyermekei            | Frank Herbert's Children of Dune | Leto II Atreides         | - 3 epizód - magyar hangja: - Gerő Gábor |
| 2003      | Államérdek                  | State of Play                    | Dan Foster               | 6 epizód                                 |
| 2003      |                             | Early Doors                      | Liam                     | 4 epizód                                 |
| 2004–2005 |                             | Shameless                        | Steve McBride            | 13 epizód                                |
| 2005      |                             | ShakespeaRe-Told                 | Joe Macbeth              | 1 epizód                                 |
| 2018      | Gesztenye, a honalapító     | Watership Down                   | Hazel (hangja)           | 4 epizód                                 |
| 2019      | Saturday Night Live         | Saturday Night Live              | önmaga (házigazda)       | 1 epizód (James McAvoy / Meek Mill)      |
| 2019–2022 | Az Úr sötét anyagai         | His Dark Materials               | Lord Asriel Belacqua     | 4 epizód                                 |
| 2021      |                             | Together                         | He                       | tévéfilm                                 |
| 2022      | Sandman: Az álmok fejedelme | The Sandman                      | aranyhajú férfi (hangja) | 1 epizód                                 |

### Videójáték
| Év   | Cím        | Szerep |
| ---- | ---------- | ------ |
| 2016 | F1 2016    | rádiós |
| 2021 | 12 Minutes | férfi  |